# Phare de l'île Saint-Martin

Le phare de l'île Saint-Martin (en anglais : St. Martin Island Light), est un phare du nord-ouest du lac Michigan situé au large de la Garden Peninsula (en) sur l'île Saint-Martin dans le Comté de Delta, Michigan. 
Ce phare est inscrit au Registre national des lieux historiques depuis le 19 juillet 1984 sous le n° 84001387 et au Michigan State Historic Preservation Office.

## Historique
Ce phare, mis en service, en 1905, est une tour de type exosquelette qui marque l'un des quatre passages entre le Lac Michigan et la baie de Green Bay. C'est le seul exemple de structure existante sur les Grands Lacs américains. La maison du gardien de phare en brique crème a été inspirée de celle utilisée pour le phare arrière de Plum Island. Un signal de brouillard à vapeur a également été installé, qui a ensuite été remplacé par une corne de brume diaphonique.
Le logement du gardien de phare a été abandonné et est en mauvais état. Le phare est fermé au public. Il est géré par en partenariat avec la Little Traverse Bay Bands of Odawa Indians.

## Description
Le phare  est une tour hexagonale en métal de 23 m de haut, avec une galerie et une lanterne. La tour est totalement peinte en blanc et la lanterne est noire.
Son feu isophase émet, à une hauteur focale de 25 m, une lumière clignotante de 5 secondes, alternativement blanc et rouge par période de 10 secondes. Sa portée est de 18 milles nautiques (environ 33 km). Il est équipé d'une corne de brume à diaphone émettant un souffle par période de 30 secondes, au besoin.
Identifiant  : ARLHS : USA-802 ; USCG :  7-21450 .

### Lien connexe
- Liste des phares au Michigan